# Monochaetum exaltatum
Monochaetum exaltatum är en tvåhjärtbladig växtart som beskrevs av Frank Almeda. Monochaetum exaltatum ingår i släktet Monochaetum och familjen Melastomataceae. Inga underarter finns listade i Catalogue of Life.